# Phelotrupes immarginatus
Phelotrupes immarginatus är en skalbaggsart som beskrevs av Antoine Boucomont 1904. Phelotrupes immarginatus ingår i släktet Phelotrupes och familjen tordyvlar. Inga underarter finns listade i Catalogue of Life.